# Броды (Чаусский район)
Броды́ (бел. Брады́) — деревня в составе Антоновского сельсовета Чаусского района Могилёвской области Белоруссии. Расположена в 6 км от города Чаусы, в 46 км от Могилёва, в 4 км от железнодорожной станции Чаусы. Население — 24 человека (на 1 января 2019 года).

## Население
- 2007 год — 35 человек;
- 2009 год — 30 человек;
- 2019 год — 24 человека.